# RNA-Gen
Der Begriff RNA-Gen bezeichnet in der Genetik ein Gen, dessen Expression ohne Herstellung eines Proteins endet.

## Eigenschaften
RNA-Gene sind z. B. rRNA, siRNA, MicroRNA oder tRNA. Im Gegensatz dazu stehen die Gene von Proteinen, welche RNA (genauer mRNA) nur als Zwischenstufe nutzen. Eindeutiger für diese Wortbedeutung sind die Begriffe r- und tRNA-Gene oder RNA-codierende Gene.
In der Virologie wird der Begriff unterschiedlich verwendet, da bei RNA-Viren keine virale DNA vorkommt und die RNA somit das Genom darstellt. Entsprechend sind in diesem Fall Gene Abschnitte von Ribonukleinsäure-Molekülen. Alle Lebewesen nutzen dagegen DNA als Erbsubstanz. Für diese Bedeutung sind die Begriffe Gene von RNA-Viren oder RNA-Virengene eindeutiger.